# Susanne Regel
Susanne Regel (* 1974 in Freiburg im Breisgau) ist eine deutsche Oboistin und Musikpädagogin für historische Oboeninstrumente. Sie ist spezialisiert auf die Barockoboe, die klassische und die romantische Oboe.

## Leben und Wirken
Susanne Regel erhielt bereits im Alter von fünf Jahren Unterricht auf der Blockflöte, der modernen Oboe und historischen Oboen. 1993 erreichte sie als jüngste Teilnehmerin das Halbfinale des internationalen „Musica Antiqua“-Wettbewerbes in Brügge. Nach dem Abitur im Jahr 1995 studierte sie historische Oboeninstrumente bei Ku Ebbinge und Blockflöte bei Sebastién Marq am Koninklijk Conservatorium Den Haag und schloss das Studium 2001 mit Auszeichnung ab.
Bereits 1995 wurde sie Solo-Oboistin im Ensemble Musica Antiqua Köln unter der Leitung von Reinhard Goebel. Zudem arbeitete sie als Solistin und Orchestermusikerin unter anderem mit dem Freiburger Barockorchester, dem Concerto Köln, der Academy of Ancient Music, dem tschechischen Collegium 1704, dem Concerto Copenhagen und dem Amsterdam Baroque Orchestra zusammen.
Regel trat als Solistin international auf, unter anderem konzertierte sie in der Carnegie Hall, der Pariser Salle Pleyel, im Barbican Centre, der Berliner Philharmonie, im Concertgebouw Amsterdam, im Art Center in Seoul, in der Tonhalle Zürich, in der Alte Oper Frankfurt, in der Usher Hall in Edinburgh und in De Doelen Rotterdam. Sie gastierte bei Festivals wie den Salzburger Festspielen, dem Boston Early Music Festival, dem Festival Sanssouci, dem Prager Frühling, dem Festival de Saintes, der Bachwoche Ansbach und den Händel-Festspielen Göttingen.
Regel unterrichtete historische Oboe an der Hochschule für Musik Trossingen und aktuell (Stand 2023) als Lehrbeauftragte an der Hochschule für Musik Karlsruhe. Darüber hinaus unterrichtet sie auch internationale Meisterklassen in Essen, Minsk, St. Petersburg, Los Angeles und Washington.

## Aufnahmen
Regel wirkte bei mehr als 100 Radio-, CD- und DVD-Aufnahmen mit, So zum Beispiel bei der Gesamtaufnahme der Kantaten von Johann Sebastian Bach unter der Leitung von John Eliot Gardiner mit dem English Baroque Soloists im Jahre 2000.